# Christopheria
Christopheria, monotipski biljni rod iz porodice gesnerijevki smješten u podtribus Columneinae, dio tribusa Gesnerieae.. Jedina vrsta je C. xantha.
Dio je podtribusa Columneinae.

## Opis
C. xantha je polugrm sa žutim cvjetovima poznat samo iz šuma južne Venezuele, Gvajane i Francuske Gijane. Javlja se na visinama između 50 i 500 metara nad morem. Dugo se godina smatralo da ova vrsta pripada rodu Episcia, međutim, nedavna genetska analiza koju su izvijestili J. F. Smith i J. L. Clark pokazala je da je samo u vrlo dalekom srodstvu s Episcia i da nema dovoljno bliskih srodnika koji bi opravdali uključivanje u drugi rod.

## Sinonimi
- Episcia xantha Leeuwenb.; Misc. Pap. Landbouwhogesch. Wageningen 19: 241 (1980)